# Katja Sauerwald
Katja Sauerwald ist eine ehemalige finnische Squashspielerin.

## Karriere
Katja Sauerwald spielte in den 1980er-Jahren auf der WSA World Tour. Mit der finnischen Nationalmannschaft nahm sie 1985 an der Weltmeisterschaft teil und belegte mit ihr den neunten Platz. Im selben Jahr stand sie auch im Einzel im Hauptfeld der Weltmeisterschaft, schied aber bereits in der ersten Runde aus. Mehrere Male war Sauerwald im Kader der Nationalmannschaft bei Europameisterschaften teil. Ihre besten Resultate waren die vierten Plätze 1986 und 1987. Insgesamt bestritt sie 61 Spiele für Finnland, von denen sie 36 gewann. Von 1980 bis 1982 wurde sie dreimal in Folge sowie nochmals 1984 finnische Meisterin. 

## Erfolge
- Finnische Meisterin: 4 Titel (1980–1982, 1984)